# Nakamichi Dragon
Nakamichi Dragon — бытовой кассетный магнитофон-приставка (дека), производившийся японской компанией Nakamichi c 1982 года по 1993 год. Сохранив эталонное качество звучания предшествовавших флагманских моделей Nakamichi, Dragon отличался от них функцией автореверса в режиме воспроизведения (запись производилась только в одном направлении). Главной особенностью Dragon была система непрерывной автоматической коррекции перекоса («азимута») головки воспроизведения, устранявшая перекосы ленты в лентопротяжном канале. Разработанная конструкторами Philips и усовершенствованная Ниро Накамити система превратила Dragon в универсальный плеер, способный корректно проигрывать кассеты, записанные на других, неидеально настроенных магнитофонах. Помимо Dragon, подобная автоматика устанавливалась в бытовые магнитофоны лишь дважды — в моделях Marantz SD-930 и Nakamichi TD-1200.
На момент выпуска Dragon имел рекордно низкий коэффициент детонации и рекордно высокий динамический диапазон; диапазон воспроизводимых частот лишь незначительно уступал уже снятому с производства предшественнику — Nakamichi 1000 ZXL. Журналисты и эксперты 1980-х годов признали Dragon лучшим кассетным магнитофоном — эталоном, с которым безуспешно соревновались лучшие модели конкурентов. Репутация Nakamichi Dragon остаётся непревзойдённой и в XXI веке, несмотря на объективно худшую, чем у менее сложных моделей Nakamichi, надёжность лентопротяжного механизма.

## Разработка и производство

### Предыстория
В 1963 году компания Philips вывела на рынок новый формат звукового носителя — компакт-кассету. В первые годы применение кассет ограничивалось диктофонами и недорогими, низкокачественными бытовыми магнитофонами. Врождённые недостатки формата — низкая скорость протяжки ленты и малая ширина магнитных дорожек — не позволяли ему конкурировать на равных с долгоиграющими пластинками и магнитной лентой на катушках. Десять лет спустя, в 1973 году, положение резко изменилось: малоизвестная японская компания Nakamichi вывела на рынок стационарный кассетный магнитофон Nakamichi 1000, способный конкурировать на равных и с бытовыми, и с полупрофессиональными катушечными аппаратами. В то время как лучшие кассетные магнитофоны конкурентов не могли воспроизводить частоты выше 12 кГц на обычной или 14 кГц на хромдиоксидной ленте, Nakamichi 1000 уверенно воспроизводил весь звуковой диапазон до 20 кГц. Аппарат, впервые в истории кассетной техники, комплектовался сквозным трактом с раздельными головками записи и воспроизведения, двухвальным лентопротяжным механизмом с возможностью оперативной регулировки «азимута» (угла установки головки воспроизведения) и средствами настройки («калибровки») канала записи на используемую ленту.
Пока конкуренты стремились приблизиться к характеристикам младших моделей Nakamichi, компания продолжала исследования и в 1981 году вывела на рынок новый флагман, Nakamichi 1000 ZXL. Как показало будущее, в этой модели конструкторы Nakamichi достигли технологического потолка, исчерпав все резервы несовершенного формата. Незначительно уступая конкурентам в уровне детонации и динамическом диапазоне, 1000 ZXL имела рекордный, никем не превзойдённый частотный диапазон записи и воспроизведения и рекордно низкие нелинейные искажения, при характерной для ранних Nakamichi музыкальности звучания. Однако цена 1000 ZXL была крайне высока для потребительского рынка, а выпущенный годом позже «золотой» вариант 1000 ZXL Limited и вовсе стал самым дорогим серийным кассетником в истории (6000 долларов). Уровнем-двумя ниже них располагались модели младших семейств, построенные вокруг одного и того же унифицированного, разработанного ещё в 1978 году двухвального лентопротяжного механизма. Время от времени компания выпускала экспериментальные, нетрадиционные продукты, но в целом следовала консервативному подходу к проектированию и не стремилась копировать новейшие решения конкурентов. Nakamichi принципиально не применяла динамическое подмагничивание, и до 1982 года не производила моделей с функцией автореверса. Основным препятствием к созданию действительно качественного автореверсного механизма были неустранимые проблемы с перекосами поворотного блока головок, приводившие к завалу верхних частот на одной стороне, а иногда и на обеих сторонах кассеты.

### Проблема перекоса
Зазоры магнитных головок записи и воспроизведения любого магнитофона — узкие щели микронной ширины — должны быть ориентированы строго перпендикулярно осевой линии ленты. Перекос угла установки головок (в документации производителей «азимут», англ. azimuth) порождает характерный завал высоких частот, который невозможно компенсировать регуляторами тембра. В стереофоническом кассетном магнитофоне ощутимый завал наблюдается уже при перекосе в 5 угловых минут. В высококачественном магнитофоне допустимый перекос не должен превышать 6 угловых минут; на практике же чаще встречаются перекосы в 10 угловых минут, при которых сигнал с частотой 20 кГц ослабляется примерно на 10 дБ. При дальнейшем ухудшении «азимута» до 20 угловых минут воспроизведение высоких частот становится практически невозможным. На практике «азимут» может иметь различную природу:
- Перекос записывающей головки порождает несовместимость лент: кассета, записанная на магнитофоне с перекошенной головкой записи, не может быть корректно воспроизведена на другом магнитофоне;
- Перекос воспроизводящей головки делает невозможным корректное воспроизведение лент, записанных на других магнитофонах;
- Столь же нежелателен и перекос ленты в лентопротяжном канале. Эти перекосы свойственны всем кассетным магнитофонам, так как лентопротяжным каналом служит сам корпус компакт-кассеты[32]. Часто наблюдается асимметричный перекос, при котором одна сторона кассеты воспроизводится заметно хуже другой[25]; реже встречается зависимость перекоса от степени перемотки ленты в пределах одной стороны кассеты[33].

Наиболее подвержены асимметричным перекосам автореверсные магнитофоны. В простых носимых (фото) и автомобильных (фото) автореверсных плеерах с неподвижной четырёхдорожечной головкой воспроизведения такие перекосы обычно не поддаются исправлению. В записывающих кассетных магнитофонах такие головки не применялись из-за сложности размещения в ограниченном пространстве лентопротяжного канала двойного комплекта стирающих головок (в магнитофонах со сквозным каналом, помимо них, требовались и две отдельные головки записи). Более гибкая схема с поворотным блоком головок допускает независимую юстировку в обоих направлениях, однако из-за периодических ударов при повороте блока головки вскоре вновь отклоняются от оптимального положения.
Главное средство устранения перекосов — периодическая юстировка головок по эталонной измерительной ленте — необходимо, но недостаточно: юстировка устраняет перекос головок, но не может исправить перекос ленты. Частичным решением проблемы были ручные и автоматизированные механизмы оперативной подстройки «азимута» при записи, применявшиеся с 1973 года во флагманских моделях Nakamichi. Однако все устройства, предназначенные для записи, были бесполезны при воспроизведении кассет, записанных на других магнитофонах.

### Поиск решения
В 1976 году американец Джон Дженкинс из компании International Tapetronics запатентовал систему автоматической регулировки перекоса для многодорожечных (студийных) магнитофонов. В магнитофоне Дженкинса для этой цели использовались две выделенные магнитные дорожки, на которые следовало записывать опорный синусоидальный сигнал. При идеально отрегулированной головке считываемые с двух дорожек сигналы идентичны; при перекосе магнитных зазоров относительно записанных на ленту штрихов возникает разностный сигнал ошибки. Система автоматического регулирования реагирует на сигнал ошибки, корректируя угол установки головки с помощью привода на основе электромотора постоянного тока. Таким образом, при воспроизведении (и только при воспроизведении) магнитофон способен непрерывно устранять перекосы любой природы.
В 1978 году конструкторы Philips Альберт Рийкарт и Эдмонд де Нит изобрели принцип детектирования перекоса головки, не требующий выделения дорожек для записи опорного сигнала. Им, по замыслу изобретателей, должна была служить сама фонограмма на магнитной ленте. Рийкарт и де Нит предложили считывать каждый из каналов фонограммы не одной, а двумя магнитными системами, каждая из которых считывала бы свою половину дорожки. Магнитные зазоры двух систем следовало располагать вертикально друг над другом так, чтобы «пирог» из двух подсистем точно перекрывал дорожку. Сигналом ошибки служил временной сдвиг сигналов, регистрируемых двумя системами. Годом спустя Рийкарт и де Нит запатентовали законченную систему автоматического регулирования с исполнительным механизмом на основе пьезоэлектрического преобразователя.
Практическая конструкция «пирога», вписанного в габарит магнитной дорожки компакт-кассеты (всего 0,6 мм) стала предметом патентной заявки, поданной Ниро Накамити в ноябре 1981 года. Сердечники магнитных подсистем Накамити составлялись из пакетов толщиной примерно 0,2 мм и 0,4 мм, состыкованных в шахматном порядке; обмотки верхней и нижней подсистем наматывались в пазы, сформированные на внутренних поверхностях толстых пакетов. Описанная в патенте система автоматического регулирования NAAC (Nakamichi Auto Azimuth Correction) анализировала разностный сигнал в полосе от 2 до 8 кГц; порог срабатывания детектора ошибки задавался диодным ограничителем. Исполнительный механизм на основе электромотора постоянного тока перемещал головку посредством сложной механической передачи, замкнутой на клиновый толкатель головки.
Накамити считал, что автоматика стереофонического магнитофона должна реагировать только на фазоразностный сигнал внутренней дорожки (правого канала), так как внешняя дорожка (левый канал) компакт-кассеты слишком подвержена механическим повреждениям и потому не может служить надёжным индикатором перекоса. Таким образом, в «обычной» (неавтореверсной) головке воспроизведения системы NAAC следовало разместить три магнитные системы (одну стандартную и две — половинной ширины), в автореверсной головке — шесть.

### Выход на рынок
В ноябре 1982 года изобретения Рийкарта, де Нита и Накамити воплотились в Nakamichi Dragon, а в 1983 году за ней последовала дека Marantz SD-930 с фирменной филипсовской системой MAAC (англ. Marantz Auto Azimuth Correction). Marantz SD-930 не имела автореверса, и использовала «сэндвичи» в обоих стереоканалах двухдорожечной (фактически четырёхканальной) головки воспроизведения. Угол установки головки регулировался пьезоэлектрическим преобразователем. Недолго выпускавшаяся дека осталась вне поля зрения прессы; в сравнительном обзоре восьми флагманских дек, проведённом западногерманским журналом Audio, SD-930 заняла последнее место.
Совершенно иначе сложилась судьба Nakamichi Dragon. Дека, занявшая в линейке компании флагманское место, ранее принадлежавшее модели 1000 ZXL, и стоившая на рынке США «всего» 1850 долларов, немедленно получила исключительно высокие оценки прессы. На многие годы Dragon стал эталоном, с которым соревновались и с которым сравнивались лучшие модели других производителей. На роль «победителя дракона» претендовали Tandberg 3014, Revox B215, флагманские модели TEAC и Aiwa; конкуренты то и дело выигрывали у Dragon в отдельных «номинациях», но никому не удалось приблизиться к достигнутому Nakamichi сочетанию качества звучания и технологического уровня. Автоматическая регулировка «азимута», устранившая проблему совместимости лент, навсегда осталась фирменной особенностью Nakamichi.
В 1985 году, с началом выпуска проигрывателя виниловых дисков Nakamichi Dragon-CT, словосочетание Nakamichi Dragon стало суббрендом. Линейка же кассетного Nakamichi Dragon оказалась тупиковой: вероятно, производство лентопротяжных механизмов системы NAAC и их послепродажное обслуживание оказались для компании запредельно сложными. После выпуска в 1983 году автореверсной автомобильной магнитолы TD-1200, укомплектованной системой NAAC, компания более не проектировала и не выпускала подобных устройств. Второе семейство автореверсных дек Nakamichi, выпущенное в 1983—1984 годы, использовало принципиально иной механизм автореверса, с физическим переворачиванием кассеты. Выпущенная в 1986 году неавтореверсная Nakamichi CR-7, занявшая место «второго флагмана» наравне с Dragon, комплектовалась не автоматической, а ручной регулировкой «азимута» при воспроизведении. К 1988 году разработка новых магнитофонов этого уровня навсегда прекратилась. Она никогда не приносила производителям прибыли (статусные модели были своего рода уступкой немногочисленным, но влиятельным инженерам и знатокам), и к 1988 году стала неприемлемо затратным предприятием. Совершенствование аналогового магнитофона, если и было возможно в принципе, требовало инвестиций в прикладную науку, — однако научные и финансовые ресурсы корпораций уже были перенаправлены на цифровые технологии.
В 1990 году Nakamichi сняла с производства классические модели, заменив их упрощёнными вариантами с закупленными на стороне лентопротяжными механизмами Sankyo, но Dragon остался в производственной программе до 1993 года; продажи в Японии продолжались до 1994 года. Количество выпущенных Dragon достоверно не известно, но, с учётом одиннадцати лет производства, мировой сбытовой сети и репутации модели, оно было весьма высоко для столь дорогого изделия. В 1996 году компания, не сумевшая справиться с ростом затрат на оплату труда японских сборщиков, прекратила производство и упрощённых моделей серии DR. Формат цифровой магнитной записи, на который сделала ставку компания, не прижился на рынке, и в январе 1997 года семейство Накамити продало угасший бизнес китайскому Grande Holdings.

## Конструктивные особенности

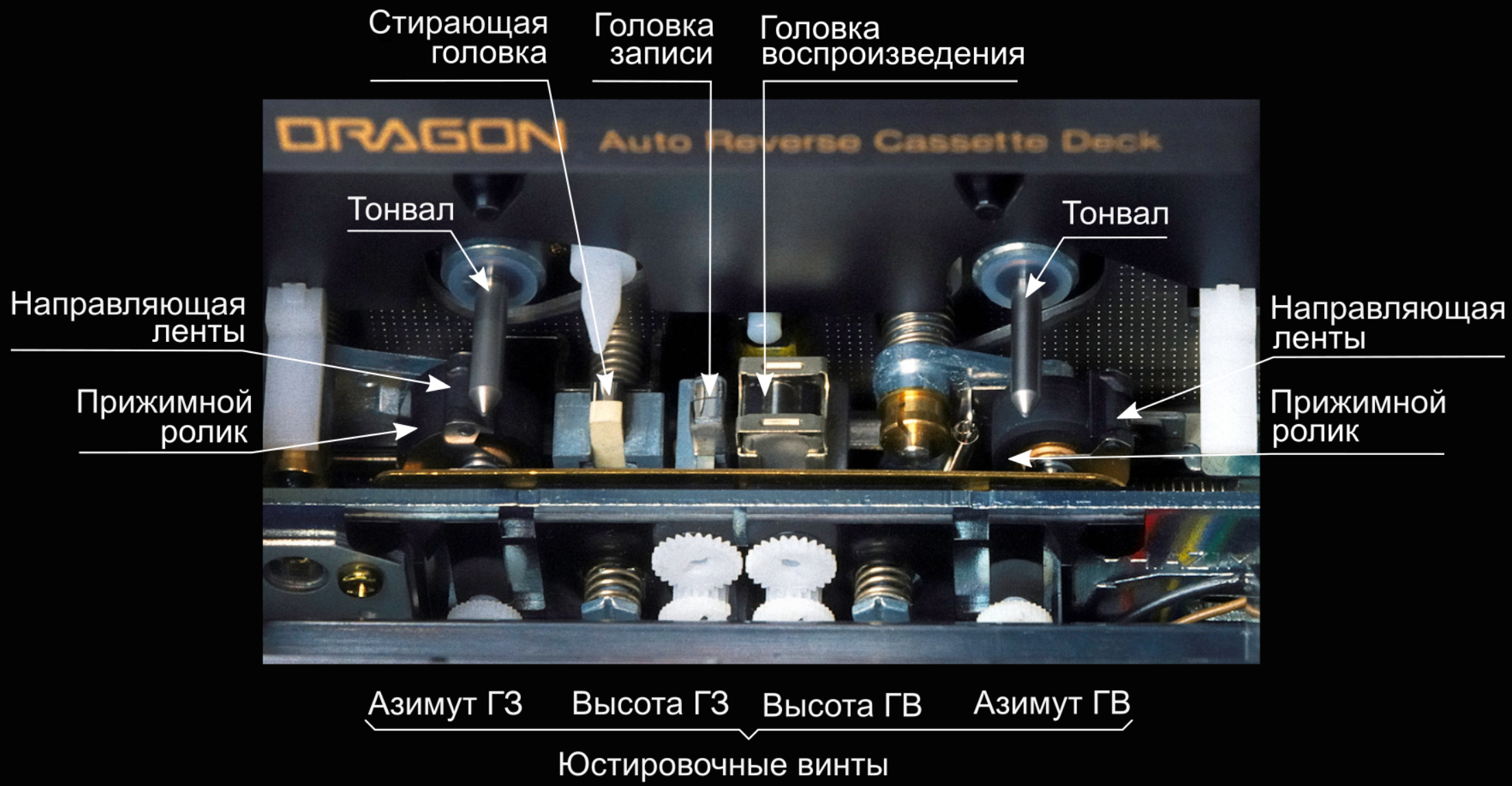
Блок головок Nakamichi Dragon

### Внешний вид. Эргономика
Лицевая панель Nakamichi Dragon, восходящая к моделям ZX-7 и ZX-9, отличается от них иным расположением индикатора уровня записи и второстепенных переключателей. Крупноразмерные клавиши управления ЛПМ и калибровкой стали рельефными; обозреватель Stereo Review сравнивал их с нависающими друг над другом рядами кровельных черепиц. В целом обозреватели сочли эргономику управления Dragon удачной, за исключением ряда мелких недостатков. В глубоком, но узком окне кассетоприёмника плохо видно кассету; трудно читается и состояние мелких чёрных кнопок, в особенности критически важных для качества звука кнопок выбора шумопонижения и постоянной времени частотной коррекции. Погрешность светодиодного индикатора уровней (как и всех подобных индикаторов) слишком велика для уверенной калибровки. Наконец, в разрез со сложившейся на рынке практикой, Nakamichi продолжила использовать фирменные, нестандартные обозначения EX, SX и ZX для лент типов I, II и III.

### Лентопротяжный механизм
Основной целью конструкторов Nakamichi традиционно было качество звучания, подчас в ущерб удобству пользования. В рамках этой философии на свет появилась «дискретная» конфигурация трёх физически раздельных головок (англ. discrete three heads), каждая из которых юстировалась независимо от других. Затем был разработан типовой двухвальный, асимметричный лентопротяжный механизм с «распределением резонансов» (англ. asymmetric diffused resonance transport) и устройство отвода встроенного в кассету лентоприжимного узла от тыльной поверхности ленты (pressure pad lifter), уменьшающее нежелательные модуляционные шумы.
В модели Dragon, впервые в истории компании, был применён прямой привод обоих тонвалов от бесколлекторных электромоторов. Сами тонвалы, как и прежде, имели неравные диаметры, а их маховики — неравные массы. Скорости вращения тонвалов, стабилизированные опорным кварцевым генератором, были выбраны таким образом, чтобы при любом направлении протяжки ленты задний (тормозящий) тонвал отставал от переднего (тянущего) на 0,2 % — что обеспечивало необходимое натяжение ленты в лентопротяжном канале и отчасти изолировало её от корпуса кассеты. Всего же в ЛПМ Dragon было пять электромоторов: два в приводе тонвалов, третий в приводе приёмного и подающего узлов, четвёртый в приводе системы NAAC и пятый — в приводе подъёма-опускания блока головок (на месте привычного соленоида) и прижимных роликов. Оба прижимных ролика «опоясаны» секторными направляющими ленты, формирующими собственный лентопротяжный канал (в обычных, неавтореверсных двухвальных деках используется одна такая направляющая).
«Дискретные» (механически, электрически и магнитно независимые) головки стирания, записи и воспроизведения имели заявленный ресурс 10 000 часов. На периферии их контактных поверхностей выполнены утопленные каналы — это решение, заимствованное из практики студийной звукозаписи, существенно замедлило износ головок. Сердечники головок записи и воспроизведения выполнены из фирменного «кристаллоя» (англ. crystalloy), стирающая головка — комбинированная феррит-сендастовая c двойным магнитным зазором. Двухканальная головка записи имеет магнитные зазоры шириной 3,5 мкм, шестиканальная головка воспроизведения — 0,6 мкм, что соответствует теоретической верхней границе воспроизводимых частот 40 кГц.

### Звуковой тракт
Тракт воспроизведения Nakamichi Dragon содержит шесть идентичных усилителей воспроизведения (УВ): два обслуживают воспроизведение вперёд, два — воспроизведение назад, и ещё два УВ усиливают фазоразностный сигнал, управляющий системой регулировки «азимута». Каждый из шести усилителей — впервые в практике Nakamichi — построен по схеме активного фильтра на связке полевого транзистора и операционного усилителя. Охватывающая их петля обратной связи формирует низкочастотную ветвь стандартной кривой воспроизведения IEC и частично — её высокочастотную ветвь. Сигналы с выходов УВ, пройдя через коммутатор выбора направления (вперёд или назад) на КМОП-ключах, поступают в блок шумопонижения, где дополнительно усиливаются ещё одной парой ОУ и подвергаются окончательной высокочастотной коррекции; именно на этом этапе происходит выбор высокочастотной постоянной времени — 70 или 120 мкс. Компандер Dolby B/C выполнен на четырёх микросхемах NE652 (две в тракте записи и две в тракте воспроизведения). Аналогичное построение аналоговых трактов было применено позже в модели CR7.
Ручная настройка тракта записи на используемую ленту («калибровка») проводится раздельно по каналам, по той же схеме, что и в ZX-7 и ZX-9: вначале по образцовому сигналу 400 Гц выставляется опорный уровень записи, затем по сигналу 15 кГц выставляется оптимальный ток подмагничивания. Оптимальный «азимут» устанавливается системой NAAC в начале цикла «калибровки». По отзывам обозревателей, ручная настройка Dragon не уступает в точности полностью автоматизированным декам конкурентов, но при этом занимает значительно большее время.

### Автоматическая коррекция перекоса
Система автоматической коррекции перекоса NAAC не запоминает характеристики кассет: после каждой смены направления воспроизведения, а также после нажатия кнопки выгрузки кассеты автоматика возвращает головку воспроизведения в стандартное положение, и именно из стандартного положения начинается воспроизведение новой кассеты. NAAC включается немедленно и работает непрерывно и в режиме записи, и в режиме воспроизведения. При изначально малом, несущественном рассогласовании головка остаётся неподвижной. Поиск оптимального «азимута» обычно проходит незаметно для слушателя: индикатор работы NAAC включается только во время грубого поиска «азимута», и никак не сообщает пользователю о фактической величине перекоса. Пользователь не может узнать, насколько воспроизводимые кассеты отклоняются от стандарта.
В отличие от спецификации патента 1981 года, автоматика реального Dragon работает в полосе частот от 3 до примерно 15 кГц[уточнить]. При недостаточной мощности высокочастотных составляющих автоматика работает неустойчиво; при воспроизведении тестовых сигналов с частотой 20 кГц и выше, а также быстро меняющихся свип-сигналов (в реальных фонограммах такие сигналы не встречаются) она неуверенно «рыскает» в поисках оптимального «азимута». При воспроизведении музыкальных фонограмм c достаточной долей высокочастотных составляющих Dragon устанавливает оптимальный «азимут» за 1…5 с, а погрешность его установки, по измерениям американского журнала Audio, не превышает одной угловой минуты.

## Независимые тесты

### Характеристики ЛПМ
Заявленный производителем коэффициент детонации Dragon — 0,019 % средневзвешенный среднеквадратический и 0,04 % средневзвешенный пиковый — был для своего времени рекордно низким, вдвое меньше коэффициента детонации модели 1000 ZXL. Испытания в независимых лабораториях подтвердили эти значения; комментатор журнала Stereo Review предположил, что результаты измерений характеризуют не столько Dragon, сколько студийный магнитофон, на котором записывалась измерительная лента. Несколько лет спустя конкуренты — ASC, Onkyo, Studer, TEAC — подтянулись к уровню Nakamichi, но сам этот уровень по-прежнему считался исключительно низким. Долговременная стабильность скорости воспроизведения Dragon, как и у всех дек с кварцевой стабилизацией, была отличной, но сама скорость испытанных образцов (что также было типично для дек высшего уровня) превышала номинальные 4,76 см/с на 0,2…0,5 %.

### Динамический диапазон
В сравнительных тестах 1980-х годов Dragon уверенно выигрывал у конкурентов в динамическом диапазоне. По данным Stereo Review, его невзвешенное отношение сигнал/шум для лент тип I, II и IV составляло 54, 56,5 и 59 дБ соответственно, что на 4—5 дБ превосходило показатели Tandberg 3014 и Revox B215. При этом благодаря меньшей доле высокочастотных составляющих шум Dragon был субъективно комфортнее шума дек-конкурентов. Запас по перегрузке (HLD3 — уровень записи среднечастотного сигнала, при котором коэффициент третьей гармоники достигает 3 %) составлял для тех же лент +7,2, +4,2 и +8,2 дБ относительно уровня Долби — немногим больше, чем у Tandberg 3014, и значительно больше, чем у Revox B215 на лентах тип I и IV (+3,1, +4,2, +4,0 дБ).

### Частотный диапазон
Нижняя граница диапазона воспроизводимых частот Dragon, независимо от уровня сигнала и типа ленты, составляет примерно 11…12 Гц (по критерию ±3 дБ). Производитель утверждал, что благодаря особому профилю сердечников магнитных головок Dragon полностью подавляет низкочастотные резонансы (англ. poletip resonance, head bump), но в действительности это верно только для канала воспроизведения. В канале записи, вопреки декларации Nakamichi, наблюдается характерная гребёнка выбросов и провалов амплитудно-частотной характеристики (АЧХ). Самый нижний, и наиболее мощный резонансный выброс лежит в инфразвуковой области, в окрестности частоты 15 Гц. Для его подавления предусмотрен отключаемый заграждающий фильтр инфранизких частот, работающий только при записи.
При записи и воспроизведении слабых сигналов (−20 дБ) верхняя граница диапазона воспроизводимых частот составляет, в зависимости от типа ленты, от 22 до 24 кГц. Эти величины, заметно уступающие рекордным показателям Nakamichi 1000 ZXL (от 26 до 28 кГц), типичны для дек флагманского уровня: все модели этого класса гарантировали частотный диапазон не хуже 20…20 000 Гц на лентах всех типов. Верхняя граница частотного диапазона имела большое, подчас преувеличенное, значение на рынке любительских магнитофонов; на профессиональном уровне её конкретные величины уже не представляли интереса. Более важным было то, что Dragon отлично справлялся и с сигналами высокого уровня: при записи со стандартным уровнем Долби верхняя граница частотного диапазона для лент тип I, II и IV составляла 12,0, 10,6 и 15,2 кГц соответственно.

### Дискуссия о частотной коррекции
Обозреватели, инструментально исследовавшие АЧХ канала воспроизведения Dragon, отмечали её нестандартный вид на верхней октаве звукового диапазона. При воспроизведении измерительных лент приборы регистрировали в этой области подъём АЧХ, достигавший +4 дБ на отметке 18 кГц. Журналисты предположили, что некоторые записи, сделанные на других магнитофонах, могут звучать на Dragon неестественно ярко или даже неприятно; обозреватель британского Hi-Fi Review счёл, что большинство лент от подобного искажения АЧХ лишь выиграло бы. Отмеченное явление, как хорошо знали обозреватели, было старым «фирменным секретом» Nakamichi.
Дискуссия о нестандартной, как утверждали критики, АЧХ прошла в американской прессе в 1981—1982 годы, незадолго до начала продаж Dragon. Проблема высокочастотной коррекции восходила к формулировкам стандарта МЭК-94 (1978 год), основанного на разработках Philips 1960-х годов. Согласно стандарту, основной энергетической характеристикой измерительных лент был остаточный магнитный поток записанных на них сигналов. Измерить его непосредственно нельзя, но можно измерить уровень напряжения на обмотке головки воспроизведения, а затем сделать поправку на потери в самой головке. Расчёт поправочного коэффициента в области высоких частот, в свою очередь, затруднён множеством физических явлений второго порядка. В примитивных массовых головках 1970-х годов вклад этих явлений был столь велик, что более-менее точный расчёт был практически невозможен. Поэтому МЭК разрешила производителям измерительных лент оперировать не магнитным потоком, но непосредственно напряжением на обмотке образцовой головки. Для того, чтобы выровнять АЧХ этого напряжения, измерительные ленты записывались с предварительным подъёмом высоких частот, компенсирующим потери в образцовой головке МЭК. Сама же эта головка к 1982 году устарела, и вместе с ней устарели рассчитанные на её характеристики ленты.
Nakamichi последовательно придерживалась обратного подхода: потери в головке воспроизведения следует компенсировать исключительно в воспроизводящем тракте. Предыскажения при записи эталонной ленты должны компенсировать только потери в тракте записи; любые иные манипуляции с эталонным сигналом недопустимы. Расчёт потерь в головках Nakamichi, утверждали конструкторы фирмы, не представлял сложности. Как следствие, собственные эталонные ленты Nakamichi, буквально следовавшие формулировкам МЭК-94, и тракты записи магнитофонов Nakamichi были «тусклыми», а тракты воспроизведения — более «яркими» по сравнению с изделиями Tandberg и других конкурентов, ориентировавшихся на измерительные ленты старого образца.
Обозреватели, поддержавшие позицию Nakamichi, отмечали фактическое отсутствие на рынке полноценных измерительных лент. Классические эталонные ленты Philips изготавливались по устаревшей технологии и записывались в расчёте на устаревший, нестандартный вариант коррекции АЧХ в области низких частот. Измерительные ленты TDK отличались неприемлемо большим разбросом характеристик. Ленты для регулировки «азимута» в действительности записывались со значительными, непредсказуемыми перекосами. Ленты для регулировки чувствительности и АЧХ записывались с недокументированными предыскажениями в высокочастотной области, в нарушение неявных требований МЭК-94. Поддержал Nakamichi и уполномоченный МЭК производитель измерительных лент — компания BASF. По утверждению представителя компании, характеристики магнитофонов Nakamichi полностью соответствовали характеристикам новейших на то время (декабрь 1981 года) эталонных лент BASF.

### Совокупная оценка
Журналисты и эксперты 1980-х годов единодушно признавали Dragon лучшим кассетным магнитофоном из когда-либо поступавших на испытания. В обзорах западногерманского журнала Audio и американского Stereo Review обозреватели поставили на один уровень с Dragon лишь вышедший тремя годами позже Revox B215. Уровень, заданный Nakamichi, оказался недосягаем для конструкторов ASC, Tandberg и TEAC. Вопрос о том, какая из флагманских дек Nakamichi была лучшей, не имеет однозначного ответа. 1000 ZXL была самой сложной технически, CR-7 и Dragon были примерно сопоставимы по качеству звучания, но лишь Dragon имел автореверс и автоматическую коррекцию перекоса.
Две эти функции превратили Dragon из прецизионного инструмента для звукозаписи в универсальный «всеядный» плеер. Простота использования и лёгкость, с которой Dragon «переваривал» кассеты самого разного происхождения, заинтересовала множество состоятельных клиентов-яппи и закрепила за ним репутацию лучшего в мире, желанного, статусного товара. В 1990-е годы, по мере угасания формата компакт-кассеты и самой компании, вокруг её продукции сложился культ ценителей «легендарной» «теплоты Nakamichi». В среде аудиофилов магнитофоны Nakamichi заняли место, сравнимое с проигрывателями винила Linn или ламповым тюнером Marantz 10B. Уже к 1998 году, на заре интернетa, в сети сложились первые сообщества коллекционеров и мастеров по ремонту и обслуживанию Dragon.
В XXI веке репутацию Nakamichi Dragon поддерживают и коллекционеры-любители, и множество торговцев на интернет-площадках. Однако, по мнению критиков, распространившееся в среде любителей мнение об исключительных достоинствах Dragon не выдержало проверки временем: сверхсложный лентопротяжный механизм на практике оказался ненадёжным. Квалифицированных мастеров, способных восстановить Dragon, немного, а единственным источником запасных частей служат окончательно пришедшие в негодность магнитофоны. Стоимость восстановительного ремонта в XXI веке может быть сопоставима с ценой, по которой продавался Dragon в 1980-е годы.

## Комментарии
1. 1 2  Граница между профессиональной и бытовой кассетной аппаратурой размыта. Основные характеристики, отличавшие профессиональные модели — надёжная конструкция механизма, возможность оперативной ручной настройки амплитудно-частотной характеристики в режиме воспроизведения и угла установки («азимута») головки воспроизведения, наличие балансных выходных разъёмов, и соответствие минимальным требованиям к частотному диапазону, коэффициенту детонации и скорости протяжки ленты[2].
2. 1 2  Стандарт компакт-кассеты был разработан в расчёте на использование универсальных магнитных головок, и не предусматривал места для установки раздельных головок записи и воспроизведения[9]. Большинство производителей дек со сквозным каналом обошли это ограничение путём установки двух головок в компактную общую обойму («сэндвич»), занявшую место универсальной головки. Компания Nakamichi выбрала иной путь — установку в то же место двух раздельных («дискретных») головок.
3. ↑  Двухвальный механизм — непременный спутник трёхголовочной компоновки. Именно он, благодаря разнице скоростей вращения переднего (тянущего) и заднего (тормозящего) валов, гарантирует прилегание ленты к головке записи[10]. Прилегание ленты к головке воспроизведения обычно возлагается на встроенное в кассету фетровое лентоприжимное устройство (которое может обслуживать только одну головку)[11].
4. ↑  Все кассетные магнитофоны, за исключением самых простейших и самых миниатюрных, имеют регулировочные винты для периодической юстировки магнитных головок по эталонной ленте или на слух. Однако для оперативной настройки эти винты не предназначены.
5. ↑  В середине 1970-х годов компания поддержала разработку системы шумоподавления High-Com, и в конце 1970-х годов выпустила ограниченной серией шумоподавители этой системы[19][20]. В 1979 году Nakamichi выпустила двухскоростные модели 680 и 680ZX, с возможностью записи и воспроизведения на половинной скорости (2,38 см/с)[21], и так далее.
6. ↑  Степень завала нелинейно зависит от скорости протяжки ленты и ширины магнитной дорожки. В наибольшей степени страдают от перекоса именно кассетные магнитофоны[28].
7. ↑  Точные значения функции затухания зависят от начальных условий, главным из которых является ширина магнитного зазора головки. Источники её не называют, но из графиков видно, что речь идёт о высококачественных головках, способных воспроизводить частоты выше 20 кГц.
8. ↑  Компания International Tapetronics (ITC), она же American Tapetronics (ATC) с 1958 года производила специализированные магнитофоны для радиостанций и телевидения, использовавшие крупногабаритные кассеты Fidelipac[англ.]. Джон Дженкинс — один из основателей компании, адаптировавший картридж Джорджа Иша[англ.] под нужды профессиональных клиентов[44]. В 1981 году ITC была поглощена компанией 3M[45], в 1990 году 3M продал ITC инвесторам из Канады. К концу 1990-х годов бизнес угас, уступив новейшим цифровым устройствам[44].
9. ↑  Слово «сэндвич», более уместное по смыслу, имеет в магнитной записи иное, чётко определённое значение — так называют сблокированные головки записи и воспроизведения, жёстко запрессованные в общую обойму[47].
10. ↑  Лучшие баллы ожидаемо получили Nakamichi Dragon и Revox B215. Другими участниками теста, занявшими промежуточные места, были ASC AS3001, Beocord 9000, Onkyo TA-2900, Tandberg 3014 и TEAC Z7000[54].
11. ↑  Nakamichi CR-7 выставляла оптимальный «азимут» и в ходе автоматической настройки («калибровки»)[62].
12. ↑  По воспоминаниям Пола Уилкинса, совладельца и коммерческого директора Bowers & Wilkins — британского партнёра Nakamichi, — за двадцать лет Nakamichi продала в Великобритании около 130 тысяч кассетных дек всех моделей[67][68].
13. ↑  При однократном стирании обычной головкой наблюдается «эффект перезаписи»: записанный ранее на пленку сигнал «перезаписывается» током стирания поверх, казалось бы, стёртой ленты. Стирающие головки с двойным зазором стирают каждый участок ленты дважды, тем самым подавляя эффект перезаписи[92].
14. ↑  В предшествующих моделях Nakamichi, включая ZX-7 и ZX-9, и в последующих моделях младших уровней применялись УВ на транзисторных двойках с полевыми или биполярными входными транзисторами.
15. ↑  ASC (Audio System Componenten) — западногерманский производитель высококлассной звуковой аппаратуры (1975—1990)[115].
16. ↑  В ходе этой дискуссии Nakamichi выпустила особую брошюру — Nakamichi Cassette Equalization: The Standard View. — Nakamichi, 1982., — включавшую изложение собственной позиции и журнальные публикации дружественных (или, по крайней мере, сочувствовавших) авторов.
17. ↑  Компания Philips, как разработчик стандарта компакт-кассеты и владелец эксклюзивных прав на его спецификацию, была исторически единственным официальным поставщиком измерительных лент. К 1982 году эта роль перешла к компаниям BASF и TEAC.

### Независимые обзоры (1980-е годы)
- Berger I. The World's Most Expensive Cassette Deck // Audio (USA). — 1982. — № September. — P. 42—43.
- Eisenberg N. and Feldman L. Nakamichi 1000 ZXL Cassette Recorder // Modern Recording and Music (USA). — 1981. — Vol. 9, № June. — P. 69—75.
- Hirsch J. and Stark C. Nakamichi Dragon Cassette Deck // Stereo Review (USA). — 1983. — № April. — P. 38—40.
- Keywood N. Nakamichi Dragon // Hi-Fi Choice (UK). — 1986. — Vol. 47.
- Keywood N. Nakamichi Dragon // Hi-Fi Review Buying Guide (UK). — 1987. — P. 72.
- Keywood N. Nakamichi CR-7 // Hi-Fi Review Buying Guide (UK). — 1987. — P. 70—71.
- Roberson H. Nakamichi Dragon Cassette Deck // Audio (USA). — 1983. — № May. — P. 66—70.
- Roberson H. Nakamichi ZX-7 Cassette Deck // Audio (USA). — 1982. — № May. — P. 54—57.
- Stark C. 5 Top Tape Decks // Stereo Review (USA). — 1988. — № March. — P. 52—58.
- Stark C. Nakamichi Dragon // Stereo Review Tape Recording and Buying Guide (USA). — 1984. — P. 40—42.
- Feld W. Alle mal herhören. Vergleichsest: acht Rekorder von 2000 bis 4500 Mark // Audio (Germany). — 1985. — № Juni. — S. 78—84.

### Публикации производителя (1980-е годы)
- Nakamichi Dragon Auto-Reverse Cassete Deck. — Tokyo: Nakamichi Corporation, 1982.
- Nakamichi Dragon Auto-Reverse Cassete Deck. Owner's Manual. — Tokyo: Nakamichi Corporation, 1982.
- Nakamichi Dragon Auto-Reverse Cassete Deck. Service Manual. — Tokyo: Nakamichi Corporation, 1982.
- Nakamichi Cassette Equalization: The Standard View. — Nakamichi, 1982. Включает документы и репринты журнальных статей:
  - Playback Equalisation // Nakamichi Technical Bulletin. — Tokyo, 1981. — № 2.
  - Foster E. Cassette equalization: the standard view // Audio Video International (Japan - USA). — 1981. — № December.
  - Long R. The High Price of Progress // High Fidelity (USA). — 1982. — № February.
  - Ohba K. Talk Back: The Flux in the Crux // Modern Recording and Music (USA). — 1982. — № January.
  - O'Kelly, Terence. Letter to the editor of Modern Recording and Music // Nakamichi Cassette Equalization: The Standard View. — Nakamichi, 1982.
- Nakamichi CR-7A Discrete Head Cassette Deck. — Tokyo: Nakamichi Corporation, 1986.
- Nakamichi CR-7A / CR-5A / CR-7 / CR-5 Discrete Head Cassete Deck. Owner's Manual. — Tokyo: Nakamichi Corporation, 1986.
- Nakamichi CR-7A / CR-5A / CR-7 / CR-5 Discrete Head Cassete Deck. — Tokyo: Nakamichi Corporation, 1986.